# Oniscomorpha
Oniscomorpha este un supraordin de miriapode diplopode. Numele Oniscomorpha se referă la asemănarea acestor diplopode cu unele crustacee isopode din familia Armadillidiidae. Însă ele se deosebesc în mai multe privințe. Oniscomorfele sunt scurte în lungime, în comparație cu alte diplopode. Corpul lor este alcătuit din 11 - 13 segmente. Când sunt iritate, ele se strâng într-un gem, proces numit volvație. 

Ele sunt animale erbivore, se hrănesc și cu resturi vegetale în putrifacție. Locuiesc în păduri. 

## Sistematică
Reprezentanții ordinului Glomerida se găsesc în emisfera nordică și include specii cum ar fi Glomeris marginata, miriapod comune în Europa. Ele sunt lipsite glandele cu excreții toxice, întâlnite la alte diplopode. Ordinul este răspândit în Europa, Asia de Sud-Est și America de Nord. 

Ordinul Sphaerotheriida este un taxon cu o distribuție în emisfera sudică. Cuprinde aproximativ 100 de specii răspândite în Africa, Madagascar, Australia și Asia de Sud Est. Ei au treisprezece segmente, și să posede glande repugnatorii (cu excreții toxice). Cinci specii din genul Procyliosoma sunt prezente în Noua Zeelandă.